# Świątynia Withoby w Pandharpurze
Świątynia Withoby w Pandharpur – wisznuicki kompleks obiektów sakralnych zlokalizowany w mieście Pandharpur w południowej Maharashtrze w Indiach, będący głównym centrum pielgrzymkowym kultu Withoby (Witthal, Panduranga) i tradycji warkaripanthinów. Genezę tutejszego kultu przedstawiają Padmapurana i Skandapurana.

## Historia
Niektóre części kompleksu datuje się na XII wiek (w 1195 roku świątynia została poddana renowacji). Świątynia była wielokrotnie niszczona (nie tylko przez muzułmanów) i ponownie odbudowywana przez lokalnych władców.

## Architektura
Najstarsze obiekty są przykładem marackiego stylu Hemadpanthi. Hemadpant – to nazwisko fundatora, wysokiego urzędnika państwowego z dworu dynastii Seuna Yadavas (850–1334) w Devagiri.
Obiekty zajmują powierzchnię 52m na 106m.

## Patroni
- Mandir centralny poświęcony jest formie Wisznu w aspekcie Withoby (Witthal, Panduranga)
- Jego małżonką jest tu Rukmini w formie Rakhumai.

Obu tym postaciom poświęcone są dwa oddzielne obiekty sakralne.

Plan terenu świątyni w Pandhapurze

## Obiekty kultu
- Mury i bramy wejściowe

Zewnętrzne mury okalające kompleks świątynny posiadają cztery gopury. Południowa i zachodnia jest pojedynczą bramą, natomiast północna i wschodnia posiadają po trzy wejścia. Głównym wejściem mahadwar jest brama wschodnia do której prowadzi jedenaście stopni, zwana Bramą Namdewa. Z tym świętym związany jest również jeden z pierwszych stopni schodów tzw. Stopień Namdewa.
- w pobliżu Bramy wschodniej jest nawa mieszcząca kaplice:
  - Ramy
  - Lakszmana
  - Kaśi Wiswanatha
  - Kalabhajrawy
  - Dattatreji
  - Narsoby
- chaukhamba mandapa (czterofilarowa) i centralna wewnętrzna świątynia Witthala
- świątynia Rukmini
- W pobliżu świątynia Rukmini zlokalizowano kaplice innych form żon Kryszny:
  - Radha
  - Satjabhama
- świątynia Mahasamadhi Pundarika na ghacie Mahadwar w formie śikhary

## Harmonogram dnia
- Główny idol kąpany jest o 4 rano podczas publicznego nabożeństwa mangala arati, a w jego przerwach karmiony jest masą z ghi i cukru trzcinowego.
- Ostatnie arati, żegnające idola przed nocą, celebrowane jest o 11 wieczorem.

## Kalendarz świąt i rocznic
W czasie aszadhi ekadaśi i kartika ekadaśi organizowana jest uroczysta procesja (jatra).
Taki zorganizowany kult z procesją wozu z posągiem idola i postaci towarzyszących, jest poświadczony od 1810 roku.
W 1947 świątynię otwarto również dla pozakastowców i niskich dźati.